# Club Deportivo Morón
El Club Deportivo Morón és un club esportiu argentí, destacant en futbol, de la ciutat de Morón, a la província de Buenos Aires.

## Història
El club va ser fundat el 20 de juny de 1947. El 1969 aconseguí l'ascens a la primera divisió.

## Estadi
L'estadi del club és el Francisco Urbano, inaugurat el 24 d'abril de 1956.

## Palmarès
- Primera D (1955)
- Primera C (1959)
- Primera B (1970)
- Primera C (1980)
- Primera B (1989/1990)
- Primera A (1969/70,1970/71,1971/72,1997/98)

## Jugadors destacats
- Norberto Pedro Arguissain
- Miguel Ángel Colombatti
- Damian Emilio Akerman
- Mariano Enrique Seccafien